# Odontoiatria

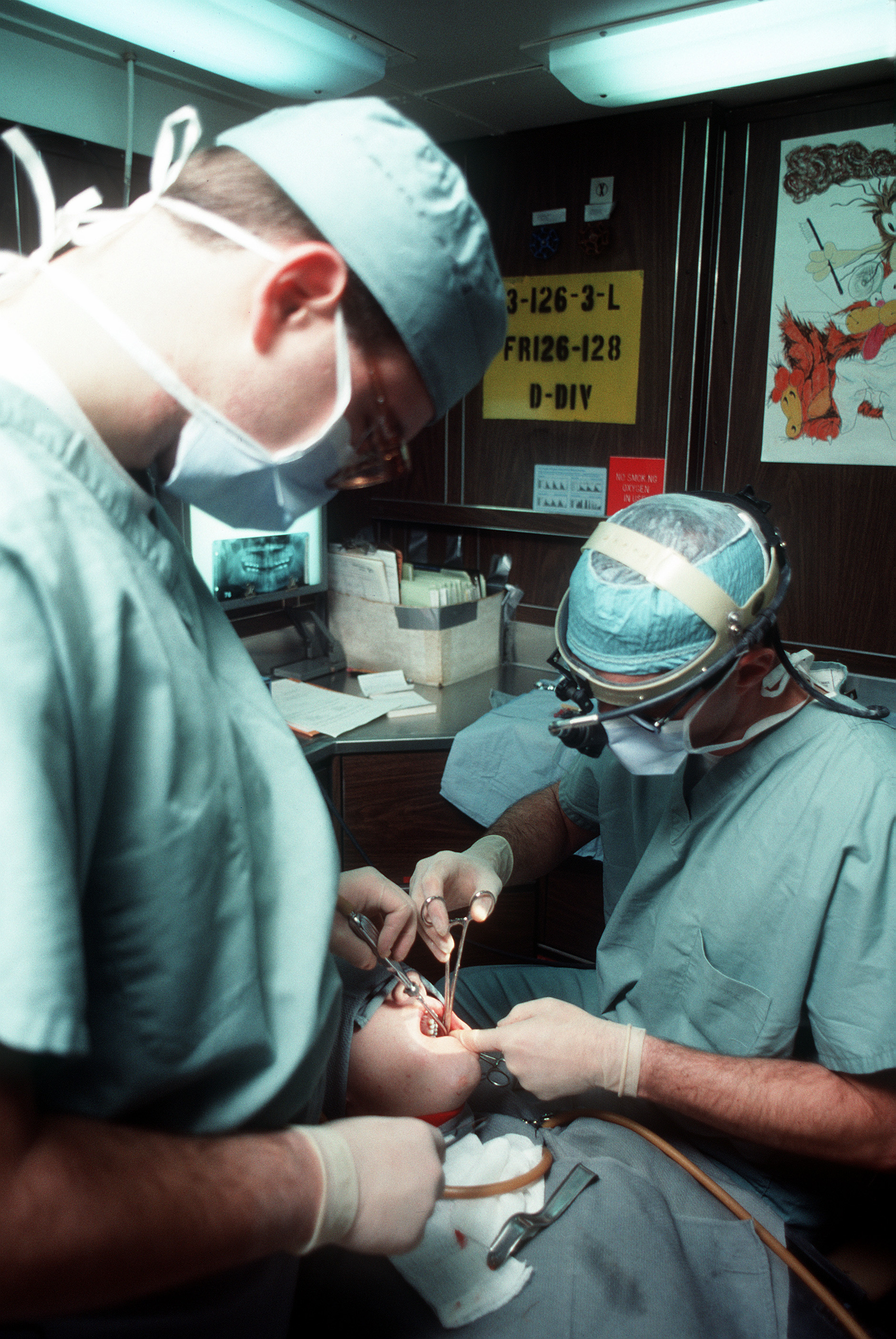

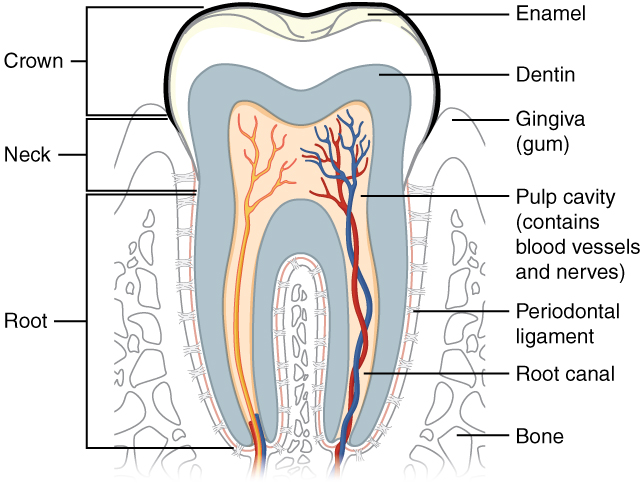
Elementi dell'organo dentale

L'odontoiatria (dal greco ὀδούς, ὀδόντος: «dente» + ἰατρεία: «cura», lett. cura dei denti) è la disciplina medica che si occupa della prevenzione, della diagnosi e della terapia delle patologie dentali. Essa ricorre, altresì, alla sostituzione degli elementi dentali perduti o non suscettibili di terapia conservativa mediante la riabilitazione protesica dentale.
La stomatologia (dal greco στόμα, στόματος: «bocca» + λόγος: «discorso», «studio», lett. studio della bocca) è la branca della medicina che si occupa della prevenzione, della diagnosi e della terapia delle patologie orali e peri-orali, con particolare riferimento ai tessuti molli: gengive, mucosa orale, lingua, ghiandole salivari, componenti neuro-muscolari e articolari. Comprende la medicina orale, la microbiologia orale e la patologia maxillo-facciale. Quest'ultima annovera la diagnosi e la terapia delle patologie delle ossa mascellari.
Termine più completo è, quindi, odontostomatologia (ὀδούς, ὀδόντος + στόμα, στόματος + λόγος), che comprende lo studio e la cura dei denti e di tutto il cavo orale, tessuti molli, lingua e scheletro maxillo-mandibolare compresi.
Tutte le strutture anatomiche citate costituiscono l'apparato stomatognatico (στόμα, στόματος + γνάθος: «mascella»). Il professionista sanitario specialista in questa disciplina è l'odontoiatra o odontostomatologo.

## Aspetti normativi e medico-legali
La professione dell'odontoiatra in Italia è regolamentata da leggi dello Stato, in particolare dalla Legge 24 luglio 1985, n. 409 e successive modificazioni - Istituzione della professione sanitaria di odontoiatra e disposizioni relative al diritto di stabilimento ed alla libera prestazione di servizi da parte di dentisti, cittadini di Stati membri delle Comunità europee.
L'art. 1 della predetta legge recita: "È istituita la professione sanitaria di odontoiatra che viene esercitata da coloro che sono in possesso del diploma di laurea in Odontoiatria e Protesi dentaria e della relativa abilitazione all'esercizio professionale, conseguita a seguito del superamento di apposito esame di Stato, nonché dai laureati in Medicina e Chirurgia che siano in possesso della relativa abilitazione all'esercizio professionale e di un diploma di specializzazione in campo odontoiatrico".
Possono esercitare l’odontoiatria:
- i laureati in Odontoiatria e Protesi dentaria;
- i laureati in Medicina e Chirurgia abilitati all'esercizio professionale che hanno iniziato la loro formazione universitaria in medicina entro il 28 gennaio 1980;
- i laureati in Medicina e Chirurgia abilitati all'esercizio professionale che hanno iniziato la loro formazione universitaria dopo il 28 gennaio 1980 e prima del 31 dicembre 1984, purché abbiano superato la specifica prova attitudinale di cui al D.Lgs. 13 ottobre 1998, n. 386;
- i laureati in Medicina e Chirurgia abilitati all'esercizio professionale che hanno iniziato la loro formazione universitaria dopo il 28 gennaio 1980 e prima del 31 dicembre 1984 ed in possesso di uno dei diplomi di specializzazione triennale le cui denominazioni sono state indicate nel D.M. 18 settembre 2000 del Ministero della sanità, ossia: Odontoiatria e Protesi dentaria; Chirurgia odontostomatologica; Odontostomatologia; Ortognatodonzia;
- i laureati in Medicina e Chirurgia che hanno iniziato la loro formazione universitaria dopo il 31 dicembre 1984 e sono in possesso di un diploma di specializzazione triennale in campo odontoiatrico di cui al citato D.M. del 2000, purché detto corso di specializzazione abbia avuto inizio entro il 31 dicembre 1994.

Dal prospetto, è dato notare che in Italia, la professione di odontoiatra può quindi essere esercitata da due categorie di professionisti: A) "odontoiatri" laureati in odontoiatria e protesi dentaria (questa è la figura attuale); e B) da "medici chirurghi" laureati in medicina e chirurgica con diplomi di specializzazione in campo odontoiatrico (questa figura è in via di esaurimento graduale).
L'art. 2 della predetta legge recita: "Formano oggetto della professione di odontoiatra le attività inerenti alla diagnosi ed alla terapia delle malattie ed anomalie congenite ed acquisite dei denti, della bocca, delle mascelle e dei relativi tessuti, nonché alla prevenzione ed alla riabilitazione odontoiatriche. Gli odontoiatri possono prescrivere tutti i medicamenti necessari all'esercizio della loro professione e possono  esercitare  le  attività  di  medicina estetica non invasiva o mininvasiva al terzo superiore, terzo medio e terzo inferiore del viso". Decreto-legge del 30/03/2023 n. 34, su DEF.
L'esercizio professionale prevede l'iscrizione all’Albo degli odontoiatri, istituito presso gli ordini dei medici chirurghi e degli odontoiatri, della propria provincia di residenza ed è possibile in tutto il territorio italiano.
Rientra, tra i doveri del professionista esercente la professione di odontoiatra, il rispetto del Codice di deontologia medica, ovvero un insieme di regole ispirate a principi di etica medica.
L'attività degli studi odontoiatrici rientra nel codice ATECO numero 86.23.00 (Q Sanità e Assistenza Sociale - 86 Assistenza sanitaria - 86.2 Servizi degli studi medici e odontoiatrici - 86.23 Attività degli studi odontoiatrici).

## Disciplina accademica

### Corso di Laurea Magistrale LM-46
Il Corso di Laurea Magistrale in Odontoiatria e Protesi dentaria, appartenente alla Classe delle Lauree Magistrali in Odontoiatria e Protesi dentaria (Classe LM-46), ha una durata di sei anni.
L'accesso al corso è programmato a livello nazionale ai sensi della Legge n. 264 del 2.8.1999. Il numero degli studenti ammissibili è definito annualmente con decreto del MIUR. La prova di ammissione consiste in una prova scritta basata su domande a risposta multipla, secondo un apposito programma predisposto dal MIUR. La prova si svolge in data stabilita dal MIUR.
La durata prevista del Corso di Laurea Magistrale in Odontoiatria e Protesi dentaria è di sei anni, divisi in dodici semestri, durante i quali è prevista l'erogazione di sessanta crediti annuali, per un totale di 360 crediti, organizzati in lezioni frontali, attività formative (di base e caratterizzanti la disciplina), esercitazioni, laboratori, attività seminariali, tirocinio osservazionale o pratico.
"I laureati nei corsi di laurea magistrale in odontoiatria e protesi dentaria svolgono attività inerenti alla prevenzione, alla diagnosi e alla terapia delle malattie ed anomalie congenite ed acquisite dei denti, della bocca, delle ossa mascellari, delle articolazioni temporo-mandibolari e dei relativi tessuti, nonché la riabilitazione odontoiatrica, prescrivendo tutti i medicamenti ed i presìdi necessari all'esercizio della professione".
Inoltre, il profilo professionale del corso di laurea include l'aver effettuato, durante il corso di studi stesso, le seguenti attività pratiche di tipo clinico, che devono essere state compiute con autonomia tecnico professionale, da primo operatore, sotto la guida di odontoiatri delle strutture universitarie e specificate dall'Advisory Committee On Formation Of Dental Practitioners dell'Unione europea: esame del paziente e diagnosi, terapia, emergenze mediche. L'attività formativa professionalizzante è obbligatoria e necessaria per il conseguimento della laurea magistrale e viene pianificata dal regolamento didattico nell'ambito della durata complessiva del corso di studi.
I laureati magistrali della classe dovranno essere in grado di utilizzare fluentemente, sia in forma scritta che orale, almeno una lingua dell'Unione Europea oltre all'italiano, con riferimento anche ai lessici disciplinari.
La Laurea Magistrale in Odontoiatria e Protesi dentaria si consegue con il superamento di una prova finale consistente nella presentazione e nella discussione di un elaborato, redatto dallo studente, attinente una tematica odontoiatrica o relativa alle discipline di base e cliniche di rilevanza odontoiatrica. Il voto di laurea è espresso in 110 punti su 110. L'attribuzione dei punteggi solitamente non prevede alcuna differenza tra una tesi sperimentale e una compilativa.

### Abilitazione all'esercizio professionale
Dopo la laurea, gli esami di Stato previsti per il conseguimento dell'abilitazione all'esercizio professionale, per coloro che sono in possesso della laurea in Odontoiatria e Protesi dentaria, hanno carattere specificatamente professionale. 
La Legge numero 163 dell'8 novembre 2021 (Disposizioni in materia di titoli universitari abilitanti) istituisce che l'esame finale per il conseguimento della laurea magistrale a ciclo unico in Odontoiatria e protesi dentaria abilita all'esercizio della professione di odontoiatra. L'esame finale del corso di laurea, cosiddetto abilitante, comprende lo svolgimento di una prova pratica valutativa (PPV) delle competenze professionali acquisite con il tirocinio interno ai corsi di studio, volta ad accertare il livello di preparazione pratica del candidato. La commissione giudicatrice dell'esame finale, costituita da docenti universitari, è integrata da professionisti di comprovata esperienza designati dalle rappresentanze nazionali dell'ordine o del collegio professionale di riferimento. La PPV precede la discussione della tesi di laurea. Un membro iscritto all'Albo degli Odontoiatri, designato con specifiche modalità, è invitato a partecipare alla sessione di laurea stessa dello studente.
Oltre alla PPV, affinché la laurea possa definirsi abilitante, parte integrante della formazione universitaria è il tirocinio pratico-valutativo (TPV). Questo comporta, per lo studente, l'esecuzione di attività pratiche con crescenti gradi di autonomia. I crediti formativi universitari del TPV (30 CFU) possono essere acquisiti solo mediante attività svolte come primo operatore, sotto il controllo diretto di un docente-tutore, presso strutture universitarie o del Servizio sanitario nazionale previa convenzione con le università di riferimento. Il TPV è definito "un percorso formativo a carattere professionalizzante" volto all'acquisizione di specifiche competenze e capacità, sia diagnostiche che clinico-terapeutiche. I crediti del TPV sono acquisiti al sesto anno di corso. Una quota non superiore al 30 per cento del totale può essere acquisita al quinto anno di corso.
Nota bene: la PPV è organizzata mediante la discussione da parte dello studente di numero 3 casi clinici trattati come primo operatore durante il TPV.

### Indirizzo Professionale
I laureati in Odontoiatria e Protesi dentaria, sempre dopo l'iscrizione all'Albo Odontoiatri, hanno sbocchi professionali nell'ambito della professione di odontoiatra in:
1. strutture sanitarie pubbliche (ospedaliere, territoriali, militari e universitarie) presso il Sistema Sanitario Nazionale, il Servizio di Sanità Militare o le Università;
2. strutture convenzionate con il Sistema Sanitario Nazionale;
3. strutture private.

Gli indirizzi professionali possono essere cosi riassunti: 
1. regime libero professionale (lavoro autonomo oppure parasubordinato) e regime di dipendenza (lavoro subordinato) presso studi professionali, ambulatori, ospedali, presidi socio-sanitari e cliniche "corporate" (dental service organizations)[7]
2. regime dirigenziale di primo e secondo livello presso il Sistema Sanitario Nazionale secondo la legislazione vigente, in ospedali pubblici o presidi socio-sanitari territoriali pubblici
3. sanitario presso le Forze Armate
4. consulenti tecnici di Ufficio per i tribunali o di parte per privati ed assicurazioni (odontoiatra fiduciario)
5. consulenti di aziende del settore di pertinenza
6. membri accademici presso Università[8][7]

L'odontoiatra può collaborare con il chirurgo maxillo-facciale nel trattamento di pazienti che richiedono una complessa riabilitazione della funzione masticatoria e dell'estetica facciale. L'odontoiatra può collaborare con i medici-chirurghi nella prevenzione, diagnosi e terapia di tutte le patologie sistemiche che possono presentare manifestazioni orali.
Dopo la laurea, si può inoltre accedere alle scuole di specializzazione, ai master di I e II livello e ai dottorati di ricerca.

## Storia dell'odontoiatria

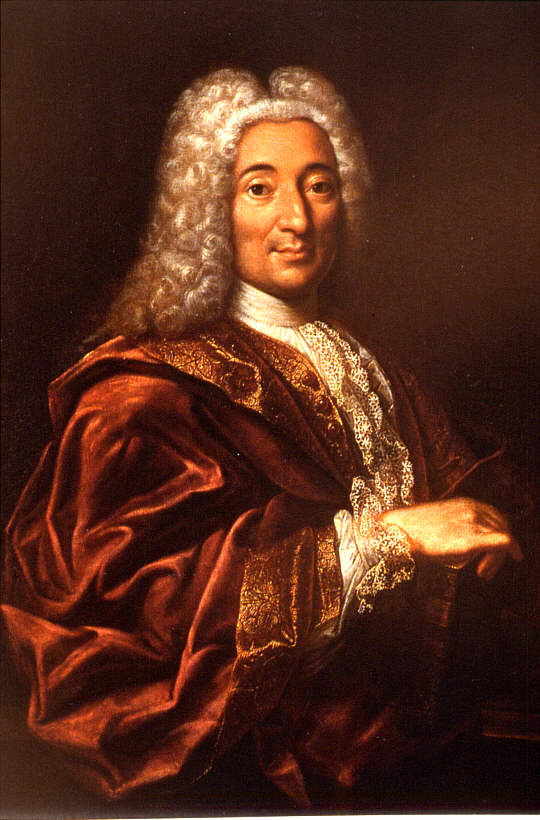
Pierre Fauchard, padre dell'odontoiatria moderna.

Nozioni di odontoiatria sono diffuse in tutte le civiltà antiche, testimoniate sia da fonti letterarie e legislative, sia da fonti iconografiche. Attestato fin dall'antichità è anche l'uso di protesi dentarie.. Padre dell'odontoiatria moderna viene considerato Pierre Fauchard che scrisse il trattato Il chirurgo dentista (titolo completo: Le Chirurgien dentiste ou Traité des dents Il chirurgo dentista o Trattato dei denti), pubblicato nel 1728.

## Semeiotica odontostomatologica
La semeiotica odontostomatologica, come quella di qualunque altro distretto corporeo umano, si prefigge il riconoscimento della morfologia e della normale funzionalità del sistema stomatognatico: regione orale e maxillo-facciale, nonché dei sintomi e dei segni che ne esprimono la loro presunta patologia.
Il riconoscimento nosologico della patologia orale può prevedere rapporti fisio-patologici con le condizioni generali dell'organismo secondo due modalità:
- la malattia sistemica può esprimersi – precocemente o tardivamente – a livello del cavo orale (manifestazioni orali della patologia sistemica);
- la malattia orale può determinare – precocemente o tardivamente – una patologia in organi a distanza.

È necessario porre in diagnosi differenziale la manifestazione orale della patologia sistemica con la manifestazione orale di particolari situazioni fisiologiche, quali le modificazioni dell'assetto endocrino durante la pubertà, il ciclo mestruale, la gravidanza, la menopausa, l'invecchiamento, lo stress neuro-endocrino.
La semeiotica odontostomatologica si avvale di:
- tecniche di semeiotica generale, quali anamnesi ed esame clinico;
- tecniche di semeiotica specialistica, quali esami strumentali, esami specialistici, diagnostica per immagini, diagnostica di laboratorio.

È necessario rilevare una anamnesi medica.
È necessario rilevare una corretta anamnesi odontoiatrica.
È necessario condurre un esame obiettivo del cavo orale per:
- riconoscere condizioni diverse dalla normalità;
- diagnosticare patologie dentali e orali. L'ambito diagnostico include le articolazioni temporo-mandibolari;
- riconoscere e gestire correttamente manifestazioni orali di patologie sistemiche;
- indirizzare il paziente ad altra competenza (dermatologia, chirurgia maxillo-facciale, otorinolaringoiatria);
- valutare la salute generale del paziente e le relazioni fra patologia sistemica e cavo orale;
- svolgere attività di screening delle patologie orali compreso il cancro;
- diagnosticare e registrare le patologie orali congenite e le anomalie di sviluppo secondo la classificazione accettata dalla comunità internazionale;
- diagnosticare e gestire il dolore dentale, oro-facciale e craniomandibolare o indirizzare il paziente a competenza neurologica, psichiatrica o reumatologica;
- diagnosticare e gestire le comuni patologie orali e dentali acquisite, le patologie mucose e ossee o indirizzare il paziente ad altra appropriata competenza;

È spesso necessario, a sostegno ed integrazione della diagnosi clinica, ricorrere a tecniche di semeiotica radiologica, quindi:
- eseguire esami radiografici dentali con le tecniche di routine: periapicali, bite-wing, extraorali; proteggendo il paziente e l'équipe odontoiatrica dalle radiazioni ionizzanti;
- riconoscere segni radiologici di deviazione dalla norma;
- non si possono redigere né sottoscrivere né consegnare de manu referti radiologici: atti di esclusiva pertinenza radiologica.

## Terapia odontostomatologica
A seguito della valutazione anamnestica (medica e odontoiatrica), della formulazione del giudizio diagnostico (presunto o definitivo), della redazione di un piano di trattamento (semplice o complesso), prende avvio la terapia propriamente detta, quale studio e attuazione concreta dei mezzi e dei metodi per combattere la malattia sopraggiunta in capo al sistema stomatognatico.
La terapia è detta eziologica perché si rivolge alla eliminazione delle cause di malattia, e dei fattori che aumentano le probabilità evolutive ingravescenti della malattia stessa.
La terapia è detta intercettiva perché interviene quanto più precocemente possibile su processi ed "incipit" patologici già in atto: per impedire aggravamenti o complicazioni.
La terapia odontoiatrica propriamente detta, qualora la patologia sia pienamente instaurata, è medica se ricorre alla somministrazione di principi farmacologici e concerne gli aspetti medico-dottrinali della disciplina, chirurgica se ricorre ad atti manuali ed operazioni strumentali. La guarigione completa dell’organo o tessuto ammalato, con la scomparsa definitiva di tutti i fenomeni morbosi, senza reliquato anatomico o funzionale, è definita restitutio ad integrum.
Laddove si ricorra, mediante dispositivo protesico fisso o mobile, alla sostituzione degli elementi dentari perduti o non suscettibili di terapia conservativa, la terapia è definita protesica (odontoiatria sostitutiva odonto-alveolare); o, più propriamente, in senso ampio e globale, riabilitazione orale. La riabilitazione orale si propone di ristabilire globalmente la funzione orale soggettiva ed oggettiva del paziente. Tale termine, infatti, si riferisce sempre più spesso ad una terapia odontostomatologica integrata, caratterizzata dallo svolgimento di attività operative in équipe: intervento e cooperazione di più specialisti, che interagiscono fra loro per conseguire il fine terapeutico comune. Tale approccio, molto attuale, prende origine dalla sempre più capillare esigenza di specializzazione e diversificazione dei ruoli medico-scientifici. Questa tendenza è certamente fonte di progresso e di avanguardia settoriale ma non deve escludere la visione generale della disciplina.
Il presidio protesico (protesi dentaria o protesi ortopedica maxillo-facciale), quando applicato in sede intra-orale, costituisce un classico esempio di incorporazione compensatoria. Esso integra le strutture residue dell'apparato stomatognatico, si armonizza con le sue funzioni e viene psicologicamente accettato dal paziente. Prima che questo si integri, però, è spesso necessario attuare terapie pre-protesiche che trattino la condizione clinica oro-dento-facciale del paziente e la correggano se affetta da patologia congenita o acquisita prima di programmare qualsiasi intervento protesico definitivo.
Il piano di trattamento praticato deve essere incluso nella documentazione afferente alla cartella clinica, accettato e sottoscritto dal paziente. Si alleghi, altresì, preventivo economico, modulo di consenso informato all'intervento e modulo di consenso al trattamento dei dati personali e sensibili; anch'essi accettati e sottoscritti dal paziente. È inoltre necessario:
- modulare il piano di trattamento odontoiatrico in relazione alla patologia sistemica del paziente;
- modulare il piano di trattamento odontoiatrico in relazione alle condizioni socio-economiche del paziente;
- indirizzare il paziente ad altra competenza quando necessario:
- effettuare, in corso di terapia ambulatoriale, manovre di pronto soccorso e rianimazione cardio-polmonare, in caso di emergenza medica e chirurgica.
Si deve redigere certificati medici che attestino, previa attenta valutazione clinica del paziente, le condizioni biologiche dell'apparato stomatognatico del paziente con riferimento alla patologia sistemica di cui soffre. Il dato clinico certificato deve essere tenuto separato dalla sintomatologia lamentata dal paziente. La redazione di un certificato, e quindi l'asserire con piena convinzione una qualsiasi condizione, non può avvenire se non si può constatare con certezza la veridicità biologica e clinica del caso.
La terapia odontoiatrica può essere svolta in: 
1. regime ambulatoriale, se non prevede la degenza del paziente. Spesso necessita della sola anestesia loco-regionale. Può prevedere, in casi selezionati, la sedazione inalatoria[19] o la sedazione endovenosa. La sedazione endovenosa è un trattamento anestesiologico ed è effettuata dal medico-chirurgo specialista in Anestesia e Rianimazione.[20] La dimissione del paziente dopo un intervento ambulatoriale eseguito in anestesia loco-regionale è pronta e sicura. Se l'intervento è eseguito in sedazione inalatoria o in sedazione endovenosa, la ripresa del paziente è rapida ma la dimissione dovrà avvenire non prima di 15-20 minuti.[20] In questi casi, è necessaria la presenza di un accompagnatore.
2. regime stazionario, se prevede la degenza del paziente. 
  - regime day-surgery, se dopo l'intervento chirurgico prevede la degenza diurna del paziente. Il paziente viene operato e rimesso in giornata, dopo il risveglio e la sorveglianza post-operatoria. Questo regime prevede interventi di chirurgia invasiva o interventi chirurgici non eseguibili in regime ambulatoriale, in sedazione profonda o in anestesia generale. La copertura non supera generalmente le 12 ore.
  - regime day-hospital, se prevede degenza diurna del paziente inferiore alle 12 ore, dopo l'esecuzione di qualsiasi esame, accertamento o terapia che risultino non eseguibili in ambulatorio.[21]
  - ricovero in regime di degenza ordinaria.[21] Prevede la degenza diurna e notturna, secondo determinate modalità.

## Discipline di rilevanza odontoiatrica
- Anestesiologia applicata

- Diagnostica per immagini

- Emergenze odontoiatriche

## Discipline odontoiatriche

### Odontoiatria conservativa
L'odontoiatria conservativa (o restaurativa) è la branca dell'odontostomatologia che si occupa della prevenzione e della terapia delle lesioni, sia congenite che acquisite, dei tessuti duri dei denti. Ha come obiettivi:
- l'eliminazione dei fattori causali della malattia;
- la motivazione del paziente a un ottimale controllo della placca batterica ed a seguire una corretta alimentazione;
- l'intercettazione e arresto, se possibile, delle lesioni decalcificanti iniziali mediante terapie non invasive e di rimineralizzazione;
- la prevenzione delle lesioni cariose mediante misure non invasive (sigillatura dei solchi);
- la terapia convenzionale delle lesioni dei tessuti duri per il mantenimento della vitalità pulpare e la prevenzione di futuri danni ai tessuti calcificati;
- la restituzione di forma e funzione dei singoli denti;
- l'integrazione estetica del restauro alla normale distanza di conversazione, se ciò è desiderato dal paziente e clinicamente attuabile.
È pertanto necessario conoscere la scienza dei biomateriali dentari, per quanto attiene alla pratica dell'odontoiatria, per il restauro anatomo-funzionale dell'elemento dentario. Si utilizzino i materiali accettati dalla comunità scientifica internazionale. Il materiale dentario deve essere non flogogeno, non allergogeno, non cancerogeno.

### Endodonzia
L'endodonzia è la branca dell'odontostomatologia che tratta della morfologia, fisiologia e patologia della polpa dentale e dei tessuti di sostegno periradicolari dell'elemento dentale. L'area di azione della disciplina endodontica, a titolo indicativo, ma non limitativo, comprende:
- la diagnosi del dolore oro-facciale di origine odontogena, sia esso pulpare e/o periradicolare;
- la terapia delle affezioni patologiche della polpa vitale;
- il trattamento non chirurgico di eradicazione della polpa dei sistemi canalari e l'otturazione ermetica corono-radicolare di tali sistemi;
- l'asportazione selettiva chirurgica dei tessuti pulpo-dentinali malati e le procedure di riparazione ad essa collegate;
- il re-impianto dei denti avulsi in modo traumatico;
- il trattamento chirurgico delle patologie settiche acute e/o croniche dei tessuti periradicolari attraverso l'amputazione della parte radicolare apicale (apicectomia) seguita o meno dall'otturazione retrograda del canale radicolare residuo;
- le procedure per produrre uno sbiancamento intracoronale della dentina e dello smalto;
- il trattamento dei denti precedentemente sottoposti a trattamento endodontico attraverso metodiche ricostruttive idonee;
- le procedure di trattamento connesse alle ricostruzioni coronali mediante perni e/o monconi con interessamento dello spazio del/dei canale/i radicolare/i;
- il ritrattamento dei denti precedentemente sottoposti a trattamento endodontico non giunto a buon fine.

### Chirurgia orale
Lo specialista in chirurgia orale possiede conoscenze teoriche, scientifiche e professionali nel campo della fisiopatologia, dell'istopatologia, della clinica e della terapia delle alterazioni odontostomatologiche di interesse chirurgico e nell'ambito del trattamento chirurgico-riabilitativo delle edentulie totali e parziali; sono specifici ambiti di competenza l'istopatologia delle alterazioni flogistiche, displastiche e neoplastiche odonto-maxillo-facciali, la fisiopatologia delle atrofie ossee dei mascellari, la semeiotica fisica e strumentale, la metodologia clinica e la terapia chirurgica. 
La chirurgia orale (identificata anche con la dizione di chirurgia odontostomatologica) si occupa principalmente dell'estrazione di denti gravemente compromessi (cioè non più recuperabili con terapie conservative o parodontali), di interventi ortognatodontici (mancanza di spazio in arcata) e dell'estrazione di residui radicolari; si occupa, inoltre, della exeresi chirurgica di elementi dentari inclusi o semi-inclusi nella compagine ossea, come gli ottavi in disodontiasi; di pertinenza chirurgica orale sono anche le frenulectomie, le alveoloplastiche, le gengivo-plastiche (si veda la chirurgia mucogengivale), l'asportazione dell'apice di denti coinvolti in processi infiammatori quando non trattabili con la sola endodonzia (apicectomia) e l'asportazione di cisti del distretto maxillo-mandibolare (la cui natura istologica viene sempre successivamente tipizzata dall'anatomopatologo). In ambito oncologico, il chirurgo orale si occupa dell'inquadramento diagnostico dei tumori della bocca tramite tecniche chirurgiche bioptiche volte alla caratterizzazione istotipica delle lesioni: ciò rappresenta la prima fase di un percorso terapeutico completato dalla chirurgia maxillo-facciale.
È pertinenza della chirurgia orale anche il capitolo della chirurgia pre-protesica, a scopo implantoprotesico, che può prevedere, ad esempio, la necessità dell'elevazione del pavimento del seno mascellare o in generale rialzi di cresta alveolare residua, mediante innesto di materiale biocompatibile (osso autologo o eterologo, fattore di crescita derivante dalle piastrine ecc.), per permettere il successivo posizionamento di impianti dentali. Si occupa poi della terapia chirurgica stomatologica della patologia scialolitiasica delle ghiandole salivari, cioè dell'asportazione di calcoli localizzati nelle vie duttali terminali dei piani sottomucosali orali; la chirurgia del parenchima ghiandolare (parotideo, principalmente) è, invece, generalmente di pertinenza otorinolaringoiatrica o maxillo-facciale.

### Implantologia
L'implantologia si occupa della sostituzione di elementi dentali compromessi o già mancanti, con analoghi artificiali chiamati impianti dentali, posizionati attraverso un intervento chirurgico. L'impianto dentale si integra con il tessuto osseo mandibolare e non può successivamente essere rimosso. Gli impianti di più recente concezione hanno generalmente una forma cilindrica o tronco-conica (root-shaped) con delle spire che hanno lo scopo di aumentarne la ritenzione primaria, cioè la stabilità meccanica durante il periodo di guarigione al termine del quale la stabilità sarà data principalmente dall'osteointegrazione, cioè dall'osso neoformato cresciuto a diretto contatto della superficie implantare, che risulta perciò in "anchilosi". Sono in gran parte costituiti di titanio. Un tempo si utilizzavano impianti endossei "a lama" o anche impianti "sottoperiostali", oggi quasi del tutto abbandonati. A guarigione avvenuta, o in alcuni casi anche in fase precoce (carico immediato), è possibile alloggiare nell'impianto un pilastro (abutment) che è invisibile in bocca e che viene utilizzato come sostegno per la protesi fissa (corona o ponte) o per la protesi rimovibile, contribuendo alla sua ritenzione.

### Odontoiatria pediatrica o pedodonzia
L'odontoiatria pediatrica è la branca dell'odontostomatologia che si occupa della prevenzione e della terapia delle patologie del cavo orale negli individui in età evolutiva.
In particolare si occupa di:
- prevenzione primaria in relazione alla valutazione del rischio di patologia cariosa (sec. il CAT: basso, moderato, elevato o Cariogram);
- terapia della early childhood caries o baby bottle syndrome o carie da biberon o carie della prima infanzia (E.C.C.), ovvero delle lesioni cariose multiple e destruenti ad insorgenza molto precoce, ad andamento rapidamente evolutivo, causate da trasmissione verticale dello Streptococcus mutans e da assunzione frequente e prolungata di zuccheri;
- terapia conservativa degli elementi decidui e permanenti immaturi, sede di patologia cariosa o di lesioni;
- diagnosi precoce e terapia delle erosioni dei denti decidui e permanenti in funzione della presenza/assenza di patologia sistemica associata (es: reflusso gastroesofageo, disturbi del comportamento alimentare, malassorbimenti, ecc…) che necessiti di approccio interdisciplinare;
- terapia della polpa degli elementi decidui e permanenti ad apice immaturo, sede di patologia cariosa o di lesioni traumatiche dei tessuti mineralizzati;
- diagnosi precoce e terapia delle patologie dei tessuti molli e delle mucose orali;
- diagnosi precoce e terapia delle abitudini viziate (respirazione orale, succhiamento protratto, deglutizione infantile) in un’ottica di interdisciplinarità;
- piccola chirurgia: estrazione di elementi affetti da patologia cariosa o da lesioni di origine traumatica non recuperabili, frenulectomie, estrazione di denti soprannumerari;
- riabilitazione protesica in caso di oligo/anodonzia.

### Parodontologia
La parodontologia è una disciplina di area odontoiatrica che si occupa della promozione della salute dell'individuo attraverso la prevenzione, la diagnosi e la terapia delle patologie che colpiscono i tessuti di supporto dei denti e degli impianti. I tessuti di supporto dei denti sono la gengiva, il legamento parodontale, il cemento radicolare e l'osso alveolare propriamente detto. I tessuti di supporto degli impianti sono la mucosa perimplantare, l'osso alveolare e l'osso basale. Lo scopo principale della parodontologia è preservare la dentatura naturale e, quindi, la funzione masticatoria, la fonazione e l'estetica dei pazienti; nel caso di elementi dentari da estrarre o estratti si occupa della loro eventuale sostituzione mediante impianti.

### Protesi dentaria
La protesi dentaria si occupa di ripristinare o sostituire elementi dentali mancanti con manufatti protesici (costruiti dall'odontotecnico che provvede a realizzarli su precisa indicazione dell'odontoiatra). La protesi si definisce:
- protesi fissa, quando appoggia su elementi dentari naturali e/o artificiali (v. impianti e implantologia): i manufatti protesici sono cementati o avvitati in maniera permanente.
- protesi rimovibile: il manufatto protesico è progettato per essere rimosso dalla cavità orale e solitamente è mantenuto stabile da ganci o attacchi; può sostituire alcuni elementi dentari con una protesi chiamata parziale, che può essere completamente in materiale acrilico (generalmente PMMA) oppure composta da una parte in materiale acrilico che fa corpo unico con una in materiale metallico, chiamata scheletrato. La protesi rimovibile può sostituire l'intera arcata dentale ed il suo nome è "protesi totale" o "dentiera". Tutti i tipi di protesi (fissa o rimovibile) dovrebbero essere accuratamente detersi ogni giorno (per mezzo di dentifricio e spazzolini).

La protesi rimovibile dovrebbe essere rimossa durante la notte per permettere ai tessuti sui quali appoggia di avere un libero scambio di sostanze con il cavo orale.

### Gnatologia
La gnatologia è quella branca dell'odontoiatria che studia i rapporti e le funzioni tra ossa mascellari, denti, articolazione temporo-mandibolare, muscoli che muovono i mascellari, il sistema nervoso che comanda quei muscoli e la lingua, le correlazioni fisiologiche e patologiche tra tutte queste componenti, ed il loro effetto sul resto dell'organismo.

### Igiene dentale
L'igiene dentale è la branca dell'odontoiatria che si occupa della prevenzione di tutte le patologie del cavo orale mediante terapie e trattamenti quali: sbiancamento, detartrasi, prescrizione di collutori, fluoro e presidi di igiene orale domiciliare.
È praticata dall'odontoiatra o dall'igienista dentale.
Quest'ultimo, laureato in Igiene dentale, esercita la sua professione su indicazione dell'odontoiatra e senza l'obbligo di presenza dello stesso.
Allo stato attuale delle conoscenze scientifiche ogni persona, anche con un'elevata salute del cavo orale, dovrebbe fare richiami di igiene dentale almeno ogni 6 mesi.

## Patologia orale e maxillo-facciale
Batteriche/micotiche
- Gengivite e parodontite
- Carie dentaria e pulpite
- Cheilite angolare e candidosi orale
- Ascesso alveolare
- Granuloma apicale
- Cisti radicolare
- Disodontiasi
- Alveolite post-estrattiva
- Actinomicosi cervico-facciale
- Stomatite gangrenosa (Noma)
- Scialoadenite batterica
- Gengivite ulcero-necrotizzante acuta (GUNA)
- Sinusite mascellare odontogena
- Gengivite necrotizzante

Virali
- Herpes simplex labiale e intraorale
- Gengivostomatite erpetica
- Papilloma orale
- Condiloma acuminato
- Malattia mano-piede-bocca
- Mononucleosi (manifestazioni orali)

Reattive
- Iperplasia papillare del palato
- Lingua nera villosa
- Iperplasia gengivale

Disfunzionali
- Bruxismo e serramento mandibolare
- Cefalea muscolo-tensiva
- Sindrome delle apnee ostruttive nel sonno
- Sindrome algico-disfunzionale dell’articolazione temporo-mandibolare
- Malocclusione dentale
- Edentulia

Immuno-mediate
- Stomatite aftosa
- LES (manifestazione orale)
- Lichen planus orale
- Pemfigo volgare
- Pemfigoide delle membrane mucose

Traumatiche
- Frattura e trauma dento-alveolare
- Lussazione mandibolare

Congenite/ereditarie/genetiche
- Nevo bianco spugnoso
- Lingua fissurata
- Glossite romboidea mediana
- Melanosi orale
- Dentinogenesi imperfetta
- Agenesia dentale
- Iperodonzia
- Amelogenesi imperfetta
- Ipoplasia dello smalto
- Leucoedema
- Granuli di Fordyce

Neoplastiche/displastiche
- Fibroma
- Lipoma
- Emangioma
- Granuloma piogenico (epulide granulomatosa)
- Cheratosi attinica del labbro
- Eritroplachia
- Leucoplachia
- Tumore a cellule granulari della lingua (tumore di Abrikossoff)
- Carcinoma orale
- Sarcomi
- Melanoma orale
- Cisti e pseudocisti non infiammatorie
- Tumori delle ghiandole salivari
- Tumori odontogeni
- Tumori delle ossa mascellari

Da agenti esterni
- Fluorosi
- Stomatite da nicotina
- Discromia da tetracicline
- Osteonecrosi delle ossa mascellari da bifosfonati

Multifattoriali
- Alitosi
- Cisti delle ossa mascellari
- Xerostomia: tipica, insieme alla xeroftalmia, della sindrome di Sjögren.
- Calcolosi salivare
- Cisti da stravaso mucoso
- Dermatite periorale
- Disgeusia
- Lingua a carta geografica
- Stomatodinia (Sindrome della bocca urente)
- Nevralgia del trigemino
- Sindrome di Melkersson-Rosenthal
- Ipoplasia incisivo molare (MIH)
- Riassorbimento radicolare
- Riassorbimento interno